# Formación Tubul
La formación Tubul es una formación sedimentaria del Pleistoceno inferior (encasillada dentro del Plioceno medio en 1968 y del Plioceno tardío en 1976) localizada en la provincia de Arauco en el centro-sur de Chile. Sus sedimentos fueron depositados en condiciones marinas. Se superpone de manera discordante a las formaciones sedimentarias plegadas de Ránquil (Mioceno–Plioceno), Quiriquina (Cretácico superior) y al Grupo Lebu (Paleoceno-Eoceno), y se extiende aproximadamente entre el golfo de Arauco y la cordillera de Nahuelbuta.
Fósiles de moluscos encontrados en la formación derivan de entornos de lecho blando (contrariamente a costas pedregosas) y aguas poco profundas. Evidencia de la fauna de moluscos fósiles de la formación Tubul parece indicar que las temperaturas locales del agua eran más bajas en el Plioceno que hoy. Se estima que las aguas y faunas de moluscos de la Región de Magallanes, en el extremo austral de Chile, son equivalentes actuales de la formación Tubul.
La formación fue definida por primera vez por Egidio Feruglio en 1949, y recibe su nombre de la localidad costera de Tubul.